# Chiapas (Phantasialand)

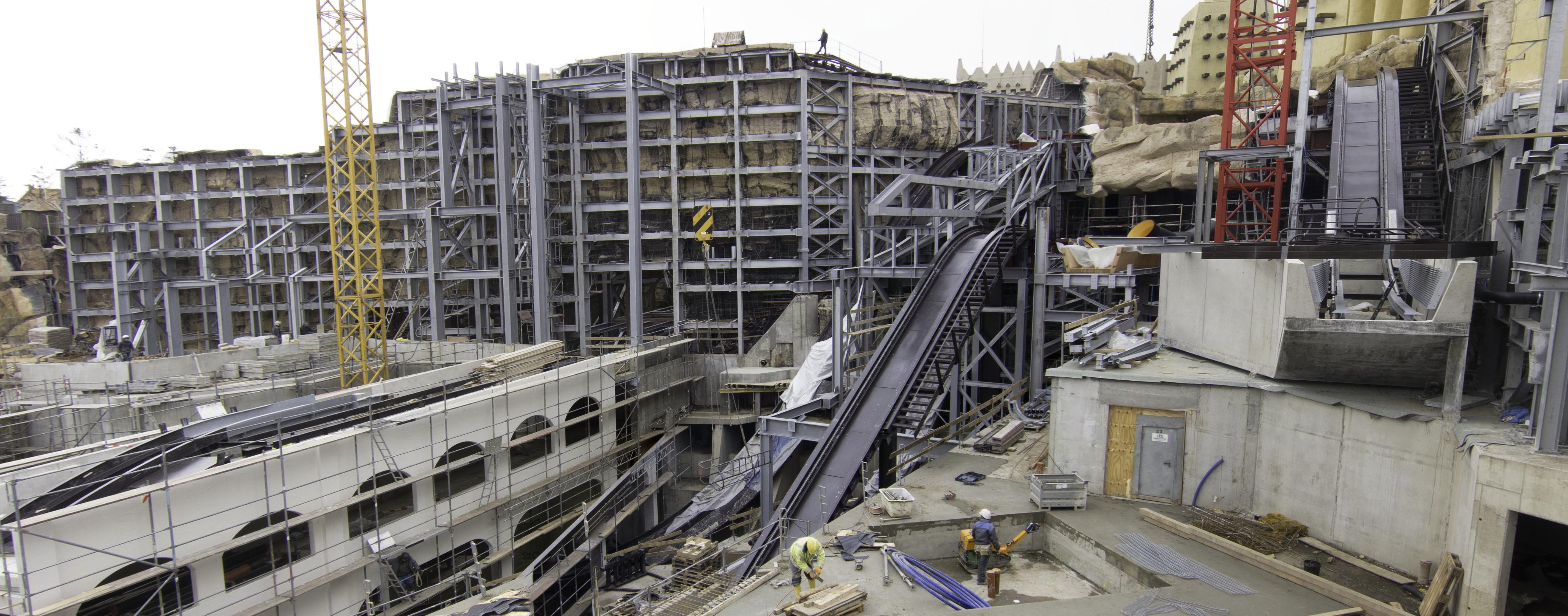
Baustelle von Chiapas bei der Saisoneröffnung am 23. März 2013

Chiapas ist eine Wildwasserbahn im Phantasialand in Brühl, die am 1. April 2014 offiziell eröffnet wurde. Der vollständige Name lautet Chiapas – DIE Wasserbahn. Sie ersetzt die im Jahr 2011 abgerissenen Wildwasserbahnen Stonewash und Wildwash Creek im Themenbereich Mexico an gleicher Stelle.
Die ursprünglich für Sommer 2013 geplante Eröffnung wurde am 30. März 2014 in einem Pre-Opening für Fachbesucher zwei Tage vor Saisonbeginn nachgeholt. Als Gründe für die Verzögerung bei der weitgehend fertiggestellten Bahn wurden die länger als geplant dauernde Feinjustierung und Kalibrierung, sowie der harte Winter 2012/2013 genannt.

## Besonderheiten
Die Fahrt verläuft auf fünf Fahrebenen. Die Wasserbahn hat mit einer 53-Grad-Neigung die steilste Abfahrt einer Wildwasserbahn. Chiapas weist drei Abfahrten auf, davon eine mit Rückwärtsschuss.
Seit der Wintersaison 2014/15 gibt es die Show Tiempo de Fuego mit Feuereffekten und Panorama-Projektionen, die die ganze Chiapas-Front beanspruchen.
Der exklusiv für Chiapas produzierte Soundtrack wurde von Andreas und Sebastian Kübler vom Paderborner Musikproduktionsstudio IMAscore geschrieben und mit dem 65-köpfigen Budapester Filmorchester aufgenommen.
Für den Wintertraum 2014/15 wurde der Soundtrack von IMAscore mit weihnachtlichen Klängen überarbeitet.

## Belege
1. 1 2 3  Chiapas Flume Ride 4/6. intaminworldwide.com, 2014, abgerufen am 8. März 2019.
2. ↑  Die Entstehung von Chiapas | Frei-Zeit-Blog. Abgerufen am 13. Mai 2021 (deutsch).
3. ↑  Marcel Wolber: Sommersaison startet – Wasserbahn „Chiapas“ eröffnet. In: General-Anzeiger-Bonn. 30. März 2014, abgerufen am 31. März 2014.
4. ↑  Chiapas – Eröffnung der neuen Phantasialand Wasserbahn auf 2014 verschoben. Parkerlebnis.de, 8. Oktober 2013, abgerufen am 15. Oktober 2013.
5. ↑  Neue Attraktionen noch in diesem Jahr – Bericht über Chiapas in der Rhein-Erft Rundschau. Archiviert vom Original (nicht mehr online verfügbar) am 24. September 2015; abgerufen am 29. April 2013.  Info: Der Archivlink wurde automatisch eingesetzt und noch nicht geprüft. Bitte prüfe Original- und Archivlink gemäß Anleitung und entferne dann diesen Hinweis.
6. ↑  Wildwasserbahn „Chiapas“ entsteht in Mexiko. General-Anzeiger, 8. Januar 2013, abgerufen am 15. Oktober 2013.
7. ↑  Tiempo de Fuego. Phantasialand, archiviert vom Original (nicht mehr online verfügbar) am 5. Dezember 2014; abgerufen am 29. November 2014.  Info: Der Archivlink wurde automatisch eingesetzt und noch nicht geprüft. Bitte prüfe Original- und Archivlink gemäß Anleitung und entferne dann diesen Hinweis.
8. ↑  Phantasialand - Tiempo de Fuego | Frei-Zeit-Blog. Abgerufen am 5. Mai 2024 (deutsch).
9. ↑  IMAscore produzierte Soundtrack für Chiapas im Phantasialand. IMAscore, 2. April 2014, abgerufen am 19. Mai 2014.
10. ↑  Frei-Zeit-Blog: Chiapas. 5. Mai 2024, abgerufen am 5. Mai 2024.
11. ↑  Musik für den Wintertraum im Phantasialand. IMAscore, 24. November 2014, abgerufen am 12. Januar 2015.

Koordinaten: 50° 47′ 56,8″ N, 6° 52′ 54,2″ O